# منطقة تشوغوكو

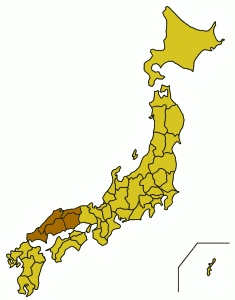
منطقة تشوغوكو

منطقة تشوغوكو (باليابانية: 中国地方 تشوغوكو تشيهو) هي أحد مناطق اليابان والتي تقع في أقصى غربي جزيرة هونشو وتضم خمس محافظات هي:
- محافظة هيروشيما
- محافظة ياماغوتشي
- محافظة شيمانه
- محافظة توتوري
- محافظة أوكاياما.[1][2][3]

## تسمية المنطقة
تأتي تسمية المنطقة 中国 والتي تعني «البلاد المتوسطة» إلى أسباب تاريخية عندما كانت عاصمة اليابان في كيوتو، حيث كانت المناطق القريبة من العاصمة تسمى 近国 والتي تعني «البلاد القريبة» ويليها المناطق الأبعد التي هي 中国 ومن ثم البلاد الأبعد والتي هي 遠国 والتي تعني «البلاد البعيدة».
للمفارقة فإن ذات الأحرف 中国 تستخدم في اللغة اليابانية والصينية للإشارة إلى الصين.

## اقرأ أيضا
- مناطق اليابان